# Gemeinderats- und Bürgermeisterwahlen in Tirol 2022
Die Gemeinderats- und Bürgermeisterwahlen in Tirol 2022 (ohne Innsbruck, Matrei am Brenner und Wängle) fanden am 27. Februar 2022 statt. Der Termin für die Bürgermeister-Stichwahlen wurde auf den 13. März 2022 festgelegt.

## Ausgangslage
Zu wählen waren 3.650 Gemeinderäte. Dies waren 48 weniger als bei der letzten Wahl 2016. Die meisten davon stellten sich im Bezirk Innsbruck-Land zur Wahl, nämlich 864. Gewählt wurde in 274 der 277 Tiroler Gemeinden, keine Wahl fand zu den regulären Terminen in den Gemeinden Innsbruck, Matrei am Brenner und Wängle statt (die ehemaligen Gemeinden Mühlbachl und Pfons wurden per 1. Januar 2022 mit der Gemeinde Matrei am Brenner fusioniert).

## Wahlrecht
Die Gemeinderatswahl 2022 wurde nach dem „Gesetz vom 7. Juli 1994, mit dem die Wahl der Organe der Gemeinde geregelt wird (Tiroler Gemeindewahlordnung 1994 - TGWO 1994)“ durchgeführt.
Wahlberechtigt waren alle Unionsbürger über 16 Jahre, die am Stichtag 15. Dezember 2021 ihren Hauptwohnsitz in der jeweiligen Gemeinde hatten. Ausgenommen waren jene Menschen, die aufgrund eines Urteils durch ein inländisches Gericht vom Wahlrecht ausgeschlossen waren.

## Wahlgang und Fristen
Die Ausschreibung der Wahl erfolgte am 23. November 2021 durch Kundmachung im Landesgesetzblatt. Unmittelbar danach wurde am selben Tag die Wahl in den Gemeinden kundgemacht.

## Besonderheiten
- Die Partei NEOS forderte im November 2021 eine Verschiebung der Wahl aufgrund der COVID-19-Pandemie in Österreich. Dies wurde vom zuständigen Landesrat Johannes Tratter (ÖVP) sowie von den Grünen und der FPÖ abgelehnt.[4]
- In Innsbruck findet die nächste reguläre Wahl im Jahr 2024 statt.[5]
- Die neue Gemeinde Matrei am Brenner wählt nach einer Gemeindefusion mit den ehemaligen Gemeinden Mühlbachl und Pfons am 20. März 2022.
- Die Gemeinde Wängle wählte bereits am 9. Jänner 2022, da der Gemeinderat im Oktober 2021 nach politischen Zerwürfnissen seine Auflösung beschlossen hatte.[6] Zum neuen Bürgermeister wurde mit 53 Prozent der gültigen Stimmen der Polizist Florian Barbist gewählt, seine Liste Aktive Bürgervertretung Wängle stellt im Gemeinderat künftig sechs der elf Mandate. Die Wahlbeteiligung lag bei 71 Prozent.[7]